# Pigra
Pigra est une commune italienne de la province de Côme dans la région Lombardie en Italie.

## Administration
| Période                                  | Période  | Identité     | Étiquette    | Qualité |
| ---------------------------------------- | -------- | ------------ | ------------ | ------- |
| 30 mai 2006                              | En cours | Luigi Salati | Lista civica |         |
| Les données manquantes sont à compléter. |          |              |              |         |

### Communes limitrophes
Argegno, Blessagno, Colonno, Dizzasco, Laino